# Aida Mohamed
Aida Gabriella Mohamed (Budapest, 12 de marzo de 1976) es una deportista húngara que compitió en esgrima, especialista en la modalidad de florete.
Ganó seis medallas en el Campeonato Mundial de Esgrima entre los años 1993 y 2007, y nueve medallas en el Campeonato Europeo de Esgrima entre los años 1992 y 2024.
Participó en siete Juegos Olímpicos de Verano, entre los años 1996 y 2020, ocupando tres veces el cuarto lugar, en Atlanta 1996 (prueba por equipo), Atenas 2004 (individual) y Pekín 2008 (por equipo), el sexto en Sídney 2000 (por equipo) y el séptimo en Tokio 2020 (por equipo).

## Palmarés internacional
| Campeonato Mundial | Campeonato Mundial      | Campeonato Mundial | Campeonato Mundial  |
| Año                | Lugar                   | Medalla            | Prueba              |
| ------------------ | ----------------------- | ------------------ | ------------------- |
| 1993               | Essen (Alemania)        | Medalla de plata   | Florete individual  |
| 1994               | Atenas (Grecia)         | Medalla de bronce  | Florete por equipos |
| 2002               | Lisboa (Portugal)       | Medalla de bronce  | Florete individual  |
| 2003               | La Habana (Cuba)        | Medalla de bronce  | Florete individual  |
| 2006               | Turín (Italia)          | Medalla de bronce  | Florete individual  |
| 2007               | San Petersburgo (Rusia) | Medalla de bronce  | Florete individual  |
| Campeonato Europeo |                         |                    |                     |
| Año                | Lugar                   | Medalla            | Prueba              |
| 1992               | Lisboa (Portugal)       | Medalla de plata   | Florete individual  |
| 1999               | Bolzano (Italia)        | Medalla de bronce  | Florete por equipos |
| 2001               | Coblenza (Alemania)     | Medalla de plata   | Florete por equipos |
| 2002               | Moscú (Rusia)           | Medalla de plata   | Florete por equipos |
| 2007               | Gante (Bélgica)         | Medalla de oro     | Florete por equipos |
| 2008               | Kiev (Ucrania)          | Medalla de plata   | Florete por equipos |
| 2013               | Zagreb (Croacia)        | Medalla de bronce  | Florete por equipos |
| 2015               | Montreux (Suiza)        | Medalla de bronce  | Florete individual  |
| 2024               | Basilea (Suiza)         | Medalla de bronce  | Florete por equipos |